# Денкувек
Денкувек (пол. Denkówek) — село в Польщі, у гміні Бодзехув Островецького повіту Свентокшиського воєводства.
Населення — 519 осіб (2011).
У 1975-1998 роках село належало до Келецького воєводства.

## Демографія
Демографічна структура на день 31 березня 2011 року:
|          | Загалом | Допрацездатний вік | Працездатний вік | Постпрацездатний вік |
| -------- | ------- | ------------------ | ---------------- | -------------------- |
| Чоловіки | 246     | 33                 | 170              | 43                   |
| Жінки    | 273     | 34                 | 153              | 86                   |
| Разом    | 519     | 67                 | 323              | 129                  |